# Kuehneosaurus
Kuehneosaurus es un género extinto de saurópsidos lepidosauromorfos del orden Eolacertilia del Triásico Superior de Gran Bretaña. Medía unos 70 cm y tenía unas expansiones laterales de las costillas recubiertas de piel que sobresalían unos 14 cm. Está lejanamente emparentado con los lagartos y tuátaras actuales.
Estudios sobre la aerodinámica de Kuehneosaurus indican que probablemente usaba sus "alas" a modo de paracaídas en vez de para planear; su velocidad de caída, descendiendo a 45° desde un árbol, sería de 10 a 12 metros por segundo. Podía controlar la caída gracias a los alerones del aparato hioideo, como los actuales geckos planeadores del género Draco. Este método de desplazamiento es análogo al que usaba Coelurosauravus (Avicephala) que no guarda relación con Kuehneosaurus.